# 十字花科白粉菌
十字花科白粉菌（学名：Erysiphe cruciferarum）是属于白粉菌目白粉菌科白粉菌属的一种真菌，寄生在十字花科植物上。该种分布于中国、丹麦、尼日利亚、匈牙利、希腊、芬兰、法国、波兰、英国、罗马尼亚、南斯拉夫、挪威、荷兰、葡萄牙、捷克斯洛伐克、新西兰、意大利、瑞士、瑞典、奥地利、德国等地。